# Elezioni generali in Ghana del 2000
Le elezioni generali in Ghana del 2000 si tennero il 7 dicembre per l'elezione del Presidente e il rinnovo del Parlamento.

## Risultati

### Elezioni presidenziali
| Candidati              | Partiti                              | I turno   | I turno | II turno  | II turno |
| Candidati              | Partiti                              | Voti      | %       | Voti      | %        |
| ---------------------- | ------------------------------------ | --------- | ------- | --------- | -------- |
| John Kufuor            | Nuovo Partito Patriottico            | 3 131 739 | 48,17   | 3 631 263 | 56,90    |
| John Atta Mills        | Congresso Democratico Nazionale      | 2 895 575 | 44,54   | 2 750 124 | 43,10    |
| Edward Mahama          | Convenzione Nazionale del Popolo     | 189 659   | 2,92    |           |          |
| George Hagan           | Partito della Convenzione del Popolo | 115 641   | 1,78    |           |          |
| Augustus Obuadum Tanoh | Partito della Riforma Nazionale      | 78 629    | 1,21    |           |          |
| Dan Lartey             | Grande Partito Popolare Coalizzato   | 67 504    | 1,04    |           |          |
| Charles Wereko-Brobby  | Movimento del Ghana Unito            | 22 123    | 0,34    |           |          |
| Totale                 | Totale                               | 6 500 870 | 100     | 6 381 387 | 100      |

### Elezioni parlamentari
| Liste                                | Voti      | %     | Seggi |
| ------------------------------------ | --------- | ----- | ----- |
| Nuovo Partito Patriottico            | 2 937 386 | 44,98 | 99    |
| Congresso Democratico Nazionale      | 2 691 515 | 41,21 | 92    |
| Convenzione Nazionale del Popolo     | 224 657   | 3,44  | 3     |
| Partito della Riforma Nazionale      | 147 196   | 2,25  | –     |
| Partito della Convenzione del Popolo | 85 643    | 1,31  | 1     |
| Movimento del Ghana Unito            | 32 632    | 0,50  | –     |
| Altri e indipendenti                 | 411 728   | 6,30  | 4     |
| Vacanti                              | –         | –     | 1     |
| Totale                               | 6 530 757 | 100   | 200   |

- Il seggio rimasto vacante fu attribuito, alle elezioni del 3 gennaio 2001, al Nuovo Partito Patriottico (totale: 100 seggi)